# Corky Lee
Corky Lee (narozen jako Young Kwok Lee, 1947 – 27. ledna 2021, Long Island Forest Hills) byl americký novinářský fotograf. Jeho práce zaznamenávala a zkoumala rozmanitost a nuance asijské americké kultury přehlížená mainstreamovými médii a podílel se na tom, aby asijské americké dějiny byly zahrnuty jako součást americké historie.

## Životopis
Lee se narodil v roce 1947 v Queensu v New Yorku. Byl druhým dítětem Lee Yin Chucka a Jung See Lee, z nichž oba emigrovali do Spojených států z Číny. Jeho otec byl zaměstnán jako prádelník; jeho matka pracovala jako švadlena. Měl starší sestru Ellenu a mladšího bratra Johna. Lee navštěvoval střední školu na Jamajce a v roce 1965 pokračoval ve studiu americké historie na Queens College.
Lee studoval fotografii a musel si fotoaparáty na procvičování půjčovat, protože si nemohl dovolit vlastní. Řekl, že jeho práce byla inspirována fotografií z roku 1869, kterou viděl v učebnicích sociálních studií. Fotografie oslavovala dokončení transkontinentální železnice na Promontory Summit v Utahu. Na jeho stavbě se podílely tisíce čínských pracovníků, ale fotografie zobrazující reprezentativní dělníky neukazovala žádného z nich.

## Fotografické práce
Leeova práce dokumentuje klíčové události v asijské americké politické politické historii. V roce 1975 pořídil snímek čínského Američana, který byl zraněn členy policejního oddělení v New Yorku a byl tažen policisty. Jeho obrázek byl zveřejněn na titulní stránce deníku New York Post. V den, kdy byl snímek zveřejněn, pochodovalo z čínské čtvrti na radnici 20 000 lidí, kteří protestovali proti policejní brutalitě.
Lee také fotografoval protesty, které se konaly po vraždě Vincenta China v Michiganu v roce 1982. Chin byl mladý Američan z Číny žijící v Detroitu a byl zabit Ronaldem Ebensem, dozorcem společnosti Chrysler Motors, a jeho nevlastním synem. Pachatelé zaútočili na China během čínského původu poté, co si ho spletli s Japoncem, protože japonské společnosti byly obviňovány ze ztráty pracovních míst v americkém automobilovém průmyslu.
Lee se vtipně nazýval „nesporným neoficiálním laureátem asijsko-amerických fotografů“. Jeho fotografie dokumentovaly každodenní život asijských Američanů i různé historické okamžiky amerických dějin.

## Pozdější život
David Dinkins, tehdejší starosta New Yorku, prohlásil 5. května 1988 za „Den Corky Lee“ a uznal Leeovu práci jako důležitý příspěvek pro newyorskou komunitu. V letech 1990 – 2010. pravidelně každý týden dodával své fotografie místním novinám Downtown Express a The Villager. Jeho žena zemřela na rakovinu zhruba na přelomu 3. tisíciletí.
Lee zemřel 27. ledna 2021 v židovské nemocnici na Long Islandu ve Forest Hills. Bylo mu 73 let a v čase před smrtí trpěl komplikacemi nemoci covid-19.

## Ceny a ocenění
- 1993, Cena fotografa-rezidenta, Syrakuská univerzita[2][5]
- 1993, Zvláštní uznání, Asijsko-americká asociace novinářů (AAJA)
- 2002, New York Press Association Award
- 2002, Artist-In-Residence, New York University 's Asian / Pacific / American Studies Program & Institute
- 2008, Cena Pioneer, Organizace čínských Američanů
- 2009, Susan Ahn Award for Civil Rights and Social Justice for Asian Americans and Pacific Islanders, Asian American Journalists Association